# Get Me
«Get Me» es una canción del cantante canadiense Justin Bieber en colaboración con el artista estadounidense Kehlani. Se estrenó el 28 de enero de 2020, como el primer sencillo promocional del quinto álbum de estudio de Bieber Changes (2020).

## Antecedentes
Se estrenó por streaming al mismo tiempo que el anuncio oficial del álbum y su portada. La canción con toques de R&B, presenta muchas percusiones artificiales y bajos que son característicos del género. La canción se publicó inicialmente el día anterior a su lanzamiento, ya que se mostró en una lista potencial de canciones junto con otro temas en la serie documental del cantante Justin Bieber: Seasons.

## Créditos y personal
Créditos adaptados de Tidal.
- Justin Bieber - vocales, composición
- Kehlani - voces destacadas
- Poo Bear - producción, composición
- Anderson Hernández - producción, composición
- Matthew Jehu Samuels - producción, composición
- Jun Ha Kim (CVRE) - producción, composición, coros
- Jahaan Sweet - productor adicional
- Chris "TEK" O'Ryan - ingeniero de grabación
- Josh Gudwin - ingeniero de grabación, mezclador

## Posicionamiento en listas
| Listas (2020)                          | Mejor posición |
| -------------------------------------- | -------------- |
| Australia (ARIA)                       | 61             |
| Canadá (Canadian Hot 100)              | 48             |
| Eslovaquia (Singles Digitál Top 100)   | 78             |
| Estados Unidos (Billboard Hot 100)     | 93             |
| Estados Unidos (Rolling Stone Top 100) | 65             |
| Irlanda (IRMA)                         | 58             |
| Países Bajos (Single Top 100)          | 75             |
| Portugal (AFP)                         | 85             |
| Reino Unido (UK Singles Chart)         | 61             |
| Suecia (Sverigetopplistan)             | 80             |
| Suiza (Schweizer Hitparade)            | 88             |

## Historial de lanzamiento
| País   | Fecha               | Formato                     | Discográfica | Ref          |
| ------ | ------------------- | --------------------------- | ------------ | ------------ |
| Varios | 28 de enero de 2020 | Descarga digital, Streaming | Def Jam      | [ 5 ] [ 24 ] |